# Galve de Sorbe (kommun)
Galve de Sorbe är en kommun i Spanien.   Den ligger i provinsen Provincia de Guadalajara och regionen Kastilien-La Mancha, i den centrala delen av landet, 100 km norr om huvudstaden Madrid. Antalet invånare är 121.